# John Muth
John Fraser Muth (Chicago, 27 september 1930 – Key West, 23 oktober 2005) was een Amerikaans econoom. Hij staat bekend als "de vader van de rationele verwachtingenrevolutie in de economie", voornamelijk als gevolg van zijn artikel "Rational Expectations and the Theory of Price Movements" uit 1961.
Muth behaalde zijn PhD in de wiskundige economie aan de Carnegie Mellon University. In 1954 was hij de eerste ontvanger van de Alexander Henderson Award. Van 1956 tot 1959 werkte hij aan Carnegie Mellon als wetenschappelijk medewerker. Vanaf 1959 tot 1962 was hij er assistent professor, waarna hij van 1962 to 1964 associate professor zonder vaste aanstelling was. Na enige tijd aan de Michigan State University verbonden te zijn geweest was hij van 1969 tot 1994 hoogleraar operations management aan de Indiana University in Bloomington.
Muth beweerde dat de verwachtingen "in wezen hetzelfde zijn als de voorspellingen van de relevante economische theorie." Hoewel hij het rationele verwachtingenprincipe oorspronkelijk in een micro-economische context formuleerde, raakte dit principe later geassocieerd met de macro-economie en het werk van Robert Lucas, Finn E. Kydland, Edward C. Prescott, Neil Wallace, Thomas J. Sargent en anderen.